# Strabena
Strabena is een geslacht van vlinders uit de onderfamilie Satyrinae van de familie Nymphalidae die voorkomen in Afrotopische gebieden. Deze soort is endemisch op Madagaskar.
De wetenschappelijke naam van de soort is voor het eerst geldig gepubliceerd in 1877 door Paul Mabille.

## Soorten
- Strabena affinis (Oberthür, 1916)
- Strabena albivittula (Mabille, 1880)
- Strabena andilabe (Paulian, 1951)
- Strabena andriana (Mabille, 1885)
- Strabena argyrina (Mabille, 1878)
- Strabena batesii (C. & R. Felder, 1867)
- Strabena cachani (Paulian, 1950)
- Strabena consobrina (Oberthür, 1916)
- Strabena consors (Oberthür, 1916)
- Strabena daphne (Viette, 1971)
- Strabena dyscola (Mabille, 1880)
- Strabena eros (Viette, 1971)
- Strabena excellens (Butler, 1885)
- Strabena germanus (Oberthür, 1916)
- Strabena goudoti (Mabille, [1885])
- Strabena ibitina (Ward, 1873)
- Strabena impar (Oberthür, 1916)
- Strabena isoalensis (Paulian, 1951)
- Strabena mabillei (Aurivillius, 1898)
- Strabena mandraka (Paulian, 1951)
- Strabena martini (Oberthür, 1916)
- Strabena modesta (Oberthür, 1916)
- Strabena modestissima (Oberthür, 1916)
- Strabena mopsus (Mabille, 1878)
- Strabena nepos (Oberthür, 1916)
- Strabena niveata (Butler, 1879)
- Strabena perrieri (Paulian, 1951)
- Strabena perroti (Oberthür, 1916)
- Strabena rakoto (Ward, 1870)
- Strabena smithii (Mabille, 1877)
- Strabena soror (Oberthur, 1916)
- Strabena sufferti (Aurivillius, 1898)
- Strabena tamatavae (Boisduval, 1833)
- Strabena triophthalma (Mabille, 1885)
- Strabena tsaratananae (Paulian, 1951)
- Strabena vinsoni  (Guenée, 1865)
- Strabena zanjuka (Mabille, 1885)

## Synoniemen
De vlinders werden ook beschreven onder het synoniem:
- Callyphthima (Butler, 1880)